# T257/258次列车
T257/258次列车曾是中国铁路运行于湖北省会武汉至中央直辖市重庆之间的特快旅客列车，由武汉铁路局武汉客运段负责客运任务，是连接两地的唯一始发特快列车。列车使用中国铁路25K型客车，沿汉丹铁路、襄渝铁路运行，全程1206公里，途经湖北、陕西、四川、重庆三省一市。其中汉口站至重庆北站运行14小时52分，使用车次为T257次；重庆北站至汉口站运行15小时06分，使用车次为T258次。该车次已于2017年4月16日的铁路调图中停运。2024年1月10日起，兰州市至新疆维吾尔自治区乌鲁木齐市之间开行T257/T258次列车，由兰州客运段负责客运业务。

## 历史
2001年10月21日，中国铁路实施第四次大提速，由汉口至重庆的2247/2248次普快列车更换为25K型客车并升级为T257/258次特快列车。武汉站启用后，该对列车曾一度于武汉站始发终到，车次改为T257/260、T258/259次，经武汉天兴洲长江大桥过长江。
沪汉蓉快速客运通道开通后，T257/258次列车的运行时间相较汉渝动车组列车已不占优势。2017年4月16日，T257/258次列车停运，但2017年4月28日至2017年5月1日又短暂恢复开行，2017年7月1日正式宣告停运。
2024年1月10日起，T257/258次用于兰州局集团开行兰州至乌鲁木齐之间的特快列车。列车使用25K型客车，经兰新客运专线运行，全程1796公里。其中兰州站至乌鲁木齐站运行时间16小时40分，使用车次为T257次；乌鲁木齐站至兰州站运行时间18小时16分，使用车次为T258次。

## 运行时刻

### T257运行时刻
| 站次 | 站名   | 到达时间 | 开车时间 | 运行时间   |
| 1    | 汉口   | 始发站   | 16:30    | 始发站     |
| 2    | 云梦   | 17:19    | 17:22    | 49分       |
| 3    | 随州   | 18:06    | 18:10    | 1小时36分  |
| 4    | 襄阳   | 20:12    | 20:40    | 3小时42分  |
| 5    | 十堰   | 22:40    | 22:42    | 6小时10分  |
| 6    | 安康   | 00:58    | 01:08    | 8小时28分  |
| 7    | 达州   | 04:29    | 04:36    | 11小时59分 |
| 8    | 广安   | 05:59    | 06:04    | 13小时29分 |
| 9    | 重庆北 | 07:22    | 终点站   | 14小时52分 |

### T258运行时刻
| 站次 | 站名   | 到达时间 | 开车时间 | 运行时间   |
| 1    | 重庆北 | 始发站   | 13:56    | 始发站     |
| 2    | 广安   | 15:23    | 15:37    | 1小时27分  |
| 3    | 达州   | 16:56    | 17:08    | 3小时00分  |
| 4    | 万源   | 18:40    | 18:42    | 4小时44分  |
| 5    | 安康   | 20:02    | 20:19    | 6小时06分  |
| 6    | 十堰   | 23:00    | 23:02    | 9小时04分  |
| 7    | 襄阳   | 01:18    | 01:42    | 11小时22分 |
| 8    | 随州   | 02:59    | 03:02    | 13小时03分 |
| 9    | 云梦   | 03:48    | 03:51    | 13小时52分 |
| 10   | 汉口   | 05:02    | 终点站   | 15小时06分 |

## 列车编组
T257/T258次列车使用配属武汉铁路局武汉车辆段的25K型空调客车，采取18节编组，其中硬座车6节，硬卧车7节，软卧车、行李车、邮政车、空调发电车和餐车各1节。车辆采用卫星定位技术和微机自动控制管理系统并装有电子防滑器，构造速度为140千米/小时。
| 车厢编号 | 1            | 2-7          | 8          | 9            | 10-16        | 17               | 18           |
| 车型     | UZ25K 邮政车 | YZ25K 硬座车 | CA25K 餐车 | RW25K 软卧车 | YW25K 硬卧车 | KD25K 空调发电车 | XL25K 行李车 |

## 机车交路
| 车站区段               | 汉口↔襄阳                 | 襄阳↔重庆北                                       |
| 本务机车 配属 司机更替 | 韶山9G型电力机车 武局南段 | 和谐3C型电力机车 成局重段 襄阳/重庆司机在安康继乘 |